# Maurice Ashley
Maurice Ashley (ur. 6 marca 1966 w Saint Andrew na Jamajce) – amerykański szachista, pierwszy w historii Afroamerykanin, który otrzymał tytuł arcymistrza (w 1999 roku).

## Kariera szachowa
Pierwsze znaczące sukcesy szachowe odniósł na początku lat 90. XX wieku (m.in. dz. II m. w Nowym Jorku w 1993, za Alexandre Lesiege, wspólnie z Victorem Friasem), dzięki którym w 1993 Międzynarodowa Federacja Szachowa nadała mu tytuł mistrza międzynarodowego. W 1994 zajął II m. (za Aleksandrem Wojtkiewiczem) w Nowym Jorku. W kolejnych latach brał udział w wielu międzynarodowych turniejach, sukcesy odnosząc m.in. w:
- Budapeszcie (1997, turniej First Saturday FS10 IM-A, dz. III m. za Feliksem Lewinem i Joshuą Waitzkinem, wspólnie z Hoàng Thanh Trang, Arturem Koganem i Aleksiejem Gorbatowem),
- Bad Wiessee (1997, dz. III m. za Aleksandrem Chalifmanem i Władimirem Jepiszynem, wspólnie z m.in. Borysem Altermanem, Rustamem Kasimdżanowem, Rustemem Dautowem i Liviu-Dieterem Nisipeanu),
- na Bermudach (1997, turniej Bermuda Open, dz. I m.),
- na Hawajach (1998, turniej Saitek US Masters, dz. III m. za Borisem Gulko i Ianem Rogersem, wspólnie z Rogelio Antonio, Talem Shakedem i Joelem Benjaminem),
- Nowym Jorku (1999, II m. za Gieorgijem Timoszenko),
- Foxwood (dz. I m. w latach 2000 i 2001).

Najwyższy ranking w karierze osiągnął 1 lipca 2001, z wynikiem 2504 punktów dzielił wówczas 27-28. miejsce wśród amerykańskich szachistów. Od 2003 nie występuje w turniejach klasyfikowanych przez FIDE.

## Kariera dziennikarska
Poza grą w turniejach szachowych zajmował się dziennikarstwem oraz szeroko rozumianą działalnością promującą szachy. W 1995 komentował mecz o mistrzostwo świata PCA pomiędzy Garrim Kasparowem a Viswanathanem Anandem, a w 1997 mecz Kasparowa z komputerem Deep Blue. W 1999 założył Harlem Chess Center, organizację propagującą szachy wśród ciemnoskórej młodzieży. Był autorem artykułów publikowanych m.in. w The New York Times, USA Today, Time Magazine, Sports Illustrated czy Reader’s Digest, natomiast w 2005 wydał książkę Chess for Success: Using an Old Game to Build New Strengths in Children and Teens (Broadway Books, ISBN 0-7679-1568-2). W 2003 otrzymał tytuł Arcymistrza roku (ang. Grandmaster of the Year), a w 2005 – Organizatora roku (Organizer of the Year), oba przyznane przez Szachową Federację Stanów Zjednoczonych. W 2003 napisał list otwarty The End of the Draw Offer?, w którym poruszył problem szybkich remisów w partiach szachowych.